# 薔薇般綻放 櫻花般凋落
「薔薇般綻放 櫻花般凋落」（薔薇のように咲いて 桜のように散って），是日本歌手松田聖子於2016年9月21日發行的第82枚單曲。由EMI音樂日本發行。

## 概述
- 本曲由X JAPAN的YOSHIKI（林佳樹）一手包辦作曲、填詞及編曲，並作為TBS電視台週二連續劇《毫不保留的愛》的主題曲[2]。
- 本曲於Oricon公信榜曾經獲得過每日單曲銷售排名榜第1名，是松田聖子的首次。而在週間單曲銷售排名榜上，最高排名為第6位[1]，對上一次打入週間十大，已經是16年前、第53張單曲《True Love Story／不要忘了告別之吻（日语：True Love Story/さよならのKISSを忘れない）》的第7位[3]。累積計本曲是第33張能打入十大的單曲。
- 松田聖子以本曲參加了第67回NHK紅白歌合戰，並由YOSHIKI作鋼琴現場伴奏。

## 曲目
1. 薔薇般綻放 櫻花般凋落 (4分27秒)
  - 作詞、作曲、編曲：YOSHIKI
2. 薔薇般綻放 櫻花般凋落（純鋼琴版本）(4分32秒)
  - 作詞、作曲、編曲：YOSHIKI
3. 薔薇般綻放 櫻花般凋落（器樂版本）(4分27秒)
4. 薔薇般綻放 櫻花般凋落（鋼琴及器樂版本）(4分26秒)